# 穴口恵子
穴口 恵子（あなぐち けいこ、1月10日 - ）は日本のスピリチュアル系自己啓発書作家・講演家、実業家。株式会社ダイナビジョン代表、ドルフィンスターテンプルミステリースクールジャパン校長。

## 経歴・概要
大阪府堺市出身。
アメリカ、オレゴン大学国際人間関係学部 修士課程終了（MA）スピリチュアル・アントレプレナー・アカデミー代表、
ドルフィンスターテンプルミステリースクールジャパン代表を務める。

## 作品
著書
- 「『正直』な女が幸せになる!〜夢をかなえて新しい自分に生まれ変わる88のレッスン〜」廣済堂出版
- 「インナーチャイルドと仲直りする方法」 ソフトバンククリエイティブ
- 「0.1秒で答えがわかる！「直感」のレッスン」 廣済堂出版
- 「人生に奇跡を起こす『引き寄せ』の法則」 大和出版
- 「あなたが幸せになるという宇宙の必然」ゲーリークイン共著 武田ランダムハウスジャパン

監修
- 「あなたのイメージがあなたの現実をクリエイトする」ローレル・クラーク著 ランダムハウス講談社
- 「プレアデス  タントラ・ワークブック  性エネルギーを通して魂に目覚める」アモラ・クァンイン著  ナチュラルス ピリット
- 「プレアデス神聖な流れに還る」アモラ・クァンイン著 ナチュラルスピリット
- 「祈りの法則-失われた古代の祈りの秘密-」グレッグブレ‐デン著 ランダムハウス講談
- 「アセンションカード-ユニコーンからの聖なる愛のメッセージ-」ダイアナクーパー著
- 「アトランティスカード」ダイアナクーパー著

翻訳
- 「人生を劇的に変える 12 の魔法と奇跡の石」シャンカリ著 ランダムハウス講談社
- 「天使を味方にして幸せになる方法」ジーン・スラッター著 ワニブックス
- 「MAP ～聖なる癒し～」ミッシェル・スモール・ライト著
- 「世界が変わる、ハートの魔法」アラン・コーエン著 国分佐智子写真
- 「エンジェリックウイスパー オラクルカード」アンジェラ・ハートフィールド著

DVD
- 聖なるパワースポットDVD :アイルランド編 /イギリス・グラストンベリー編

CD
- 『あなたに奇跡が起こる 宇宙の法則』　佳川奈未&穴口恵子